# Leclercera jianzuiyu
Espèce
Leclercera jianzuiyu est une espèce d'araignées aranéomorphes de la famille des Psilodercidae.

## Distribution
Cette espèce est endémique de la province de Prachuap Khiri Khan en Thaïlande,.

## Description
Le mâle holotype mesure 2,88 mm et la femelle paratype 2,00 mm.

## Publication originale
- Chang & Li, 2020 : Thirty-one new species of the spider genus Leclercera from Southeast Asia (Araneae, Psilodercidae). ZooKeys, no 913, p. 1-87 (texte intégral).